# Konispol
Konispol (albánsky Konispoli, řecky Κονίσπολις) je nejjižněji položené město (a vůbec sídlo) v Albánii. Je 1 km vzdáleno od albánsko-řeckých hranic a asi 2,5 km vzdušnou čarou od mořského pobřeží, které však patří Řecku. Nachází se v nadmořské výšce kolem 400 m n. m. na několika kopcích, které odděluje řada potoků. Severně nad městem se zvedá masiv přesahující 1000 metrů nad mořem.
Konispol má okolo 2000 obyvatel, většina z nich je řecky mluvících. V roce 2015 byl v souvislosti s albánskou územněsprávní reformou zvolen jako sídlo stejnojmenné obce, která má přes 8000 obyvatel. Patří do okresu Saranda v kraji Vlora, ačkoliv blíže je odsud do Gjirokastëru, střediska sousedního kraje.
Většina zdejších obyvatel se věnuje zemědělství, resp. vinařství.

## Jeskyně
V roce 1992 bylo na sever od města objeveno 7 jeskyní. Jde o archeologická naleziště s nálezy z různých epoch.